# Lunenburg (Virginia)
Lunenburg è un census-designated place (CDP) degli Stati Uniti d'America, situato nello stato della Virginia, nella contea di Lunenburg, della quale è il capoluogo.